# Escuela soviética de ajedrez

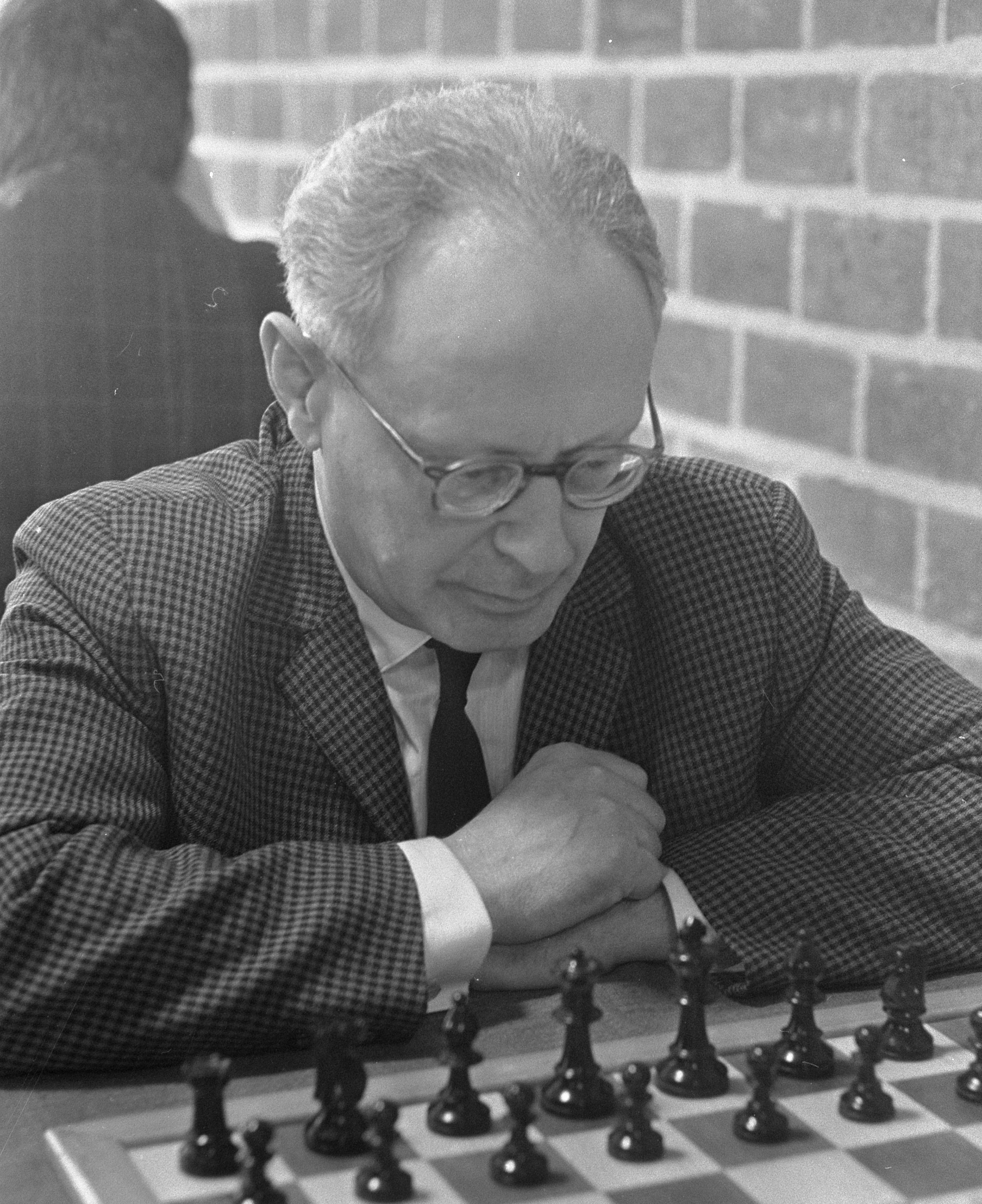
Mikhail Botvinnik

Se ha llamado Escuela soviética de ajedrez al conjunto heterogéneo de jugadores que surgieron después de la Segunda Guerra Mundial en la URSS. Supuestamente fundada por Mikhail Botvinnik, las características de esta escuela serían la exhaustiva preparación de aperturas, el estilo altamente dinámico en el tratamiento de las posiciones y la agresividad. Estas características fueron en su día, antes de la creación de esta escuela, preconizadas por importantes jugadores rusos como Chigorín y Alekhine, que pueden considerarse sus precursores. Exponentes de esta escuela, además de Botvinnik, son campeones mundiales como Smyslov, Mikhail Tal, Petrosian, Spassky, Karpov, Kasparov y Kramnik y muchos otros grandes maestros de primera fila. 
El modo de jugar de los jugadores soviéticos tuvo un impacto extraordinario sobre los jugadores occidentales. De hecho, Bobby Fischer, el único campeón del mundo occidental dentro del período 1948 a 2013, puede considerarse un alumno "a distancia" de dicha escuela. Fischer refinó muchas de las formas de juego (aperturas, tratamiento dinámico del medio juego) de sus colegas soviéticos, que durante toda su carrera fueron sus máximos adversarios.
Sin embargo, no todo el mundo está de acuerdo en que exista estrictamente una "Escuela soviética", dada la diversidad estilística de los distintos jugadores soviéticos. Por ejemplo, Mikhail Tal y Tigran Petrosian poseían estilos contrapuestos, muy agresivo el primero y muy posicional y más defensivo el segundo. Los críticos opinan que la pretendida "escuela" no era más que un invento publicitario para afirmar que los jugadores occidentales y los soviéticos jugaban de forma distinta, siendo el modo soviético superior al "capitalista".
La verdad probablemente se encuentra entre ambos extremos. Lo cierto es que el ajedrez moderno no se entiende sin las aportaciones radicales de los jugadores de la URSS desde los años 30 a los 70 del pasado siglo, y muchas de estas aportaciones tienen un sello muy característico: la apreciación táctica, dinámica, es fundamental para la evaluación de las posiciones y para la elección de los planes de juego.